# The Interferin' Gent
Pour plus de détails, voir Fiche technique et Distribution.
The Interferin' Gent est un film américain réalisé par Richard Thorpe, sorti en 1927.

## Synopsis
Joe Luke, qui veut obtenir le ranch d'Ann Douglas, paye quelqu'un pour tuer un homme qu'il croit être Ben, le frère d'Ann. Bill Stannard est témoin du meurtre, alors qu'il se rendait chez Ann, qui le prend pour Ben qu'elle a perdu de vue depuis très longtemps. Bill décide de ne pas dévoiler sa véritable identité et l'aide à lutter contre Luke. Ce dernier blesse Bill et cherche à le faire arrêter comme imposteur. Mais le vrai Ben se fait connaître et innocente Bill, qui peut trouver le bonheur avec Ann.

## Fiche technique
- Titre original : The Interferin' Gent
- Réalisation : Richard Thorpe
- Scénario : Betty Burbridge
- Photographie : Ray Ries
- Société de production : Action Pictures
- Société de distribution : Pathé Exchange
- Pays de production :  États-Unis
- Langue originale : anglais
- Format : noir et blanc — 35 mm — 1,37:1 — Film muet
- Genre : Western
- Durée : 5 bobines - 1 482 m
- Dates de sortie :
  - États-Unis : 21 août 1927

## Distribution
- Jay Wilsey : Bill Stannard
- Olive Hasbrouck : Ann Douglas
- Al Taylor : Ben Douglas
- Harry Todd : Buddy
- Jack McDonald : Joe Luke